# Pueblo camba
El vocablo camba es una palabra usada en Bolivia para definir, desde época remota, a la población indígena de los Kandire (el oriente tropical del país). Actualmente, el término es usado cómo identidad regional y cultural por las personas provenientes del oriente boliviano (mestizos, indígenas y blancos con raíces en esta región), en los departamentos de Santa Cruz, Beni y Pando.

## Etimología y contexto
1. Según la teoría (más aceptada) de Gustavo Pinto Mosqueira, la palabra camba es de origen nativo y es anterior a la llegada de los españoles, su etimología viene de la voz guaraní “kuimba'e” o “kambae” que significa hombre, amigo, indígena, señor o señora.[3] Aparece usada por primera vez en forma escrita en 1675 (siglo XVII) en la relación sobre los Mojos del Hno. Jesuita Joseph del Castillo, y se utilizó para denominar a un grupo de nativos.
2. Según la teoría de Fernando Jiménez Cuellar, la palabra proviene de las dos palabras guaraní “ka'a” = árbol o monte de vegetación abundante y, mbɨa = hombre, que unificado da lugar a “ka'ambɨa” significando “hombre o gente que habita la región con vegetación arbórea”; la palabra ka'ambɨa se fue castellanizando en pronunciación y escritura como “caá” y “mbia” quedando caámbia, posteriormente “caamba” y finalmente“camba”.[4]
3. Según una teoría expuesta por Ramón Rocha Monroy, alguna de las lenguas bantúes habladas por los angoleños vendidos en América como esclavos fue registrada en un libro publicado por el misionero jesuita Pedro Dias en 1697, bajo el título de Arte da lengua de Angola. En esta publicación, quedó registrado, entre otros vocablos, la voz “camba” ("negro") y su plural, “macamba”.[5] En la época, Angola era una colonia portuguesa, por lo que más de la tercera parte de la trata esclavista del Atlántico se dirigía hacia el Brasil y desde allí hacia las colonias españolas, desde el Río de la Plata hasta la selva del Alto Perú.
4. El origen más probable del término, debido a la enorme presencia de pueblos guaraníes de la región, correspondería al término “kamba” o “Kambá” [kaˈmba] como denominación de negro o mulato (diferente a "hũ" qué es algo 'de color negro' en guaraní), ya que sería una adaptación de una palabra traída por los esclavos africanos, que luego pasaría a significar mestizo; además de ser usado en varias liturgias locales para referirse al Rey Mago Baltasar como el Santo Cambá. En la actual Bolivia, los esclavos africanos llegaban hasta el Potosí, sin embargo, lograron asentarse mayormente en las yungas. El vocablo pudo haberse extendido como gentilicio en esa región y, desde allí, al resto del oriente boliviano.

Antes del término actual, camba era un apodo o gentilicio secundario de los mestizos y castizos cruceños.
Cómo ya se dijo, en la actualidad, "camba" es parte de una identidad sociocultural regional. Definido por la RAE (real academia española) cómo:  

1. m. Bol. "Indígena o mestizo del oriente de Bolivia." 
2.  m. Bol. "Persona o forma de vida típica del oriente de Bolivia."
Real Academia Española © 

En este sentido, se puede afirmar qué existe una cultura camba (cultura de origen mestiza), perteneciente a los mestizos (incluyendo castizos) e indígenas de la amazonía y todo el departamento de Santa Cruz.

## Símbolos
Los símbolos sociales o socioculturales, son un conjunto de características que representan a la cultura de una región.

### Flor de Patujú

Bandera del Patujú

La bandera de la flor de patujú qué se creó para representar a los pueblos indígenas nativos de las tierras bajas de Bolivia  (en contraparte a la wiphala); también, debido a qué la flor del Patujú es un símbolo que representa la geografía y diversidad cultural del oriente boliviano, podría decirse que representa al pueblo camba, qué se siente identificada con ella.

### Sombrero e' saó

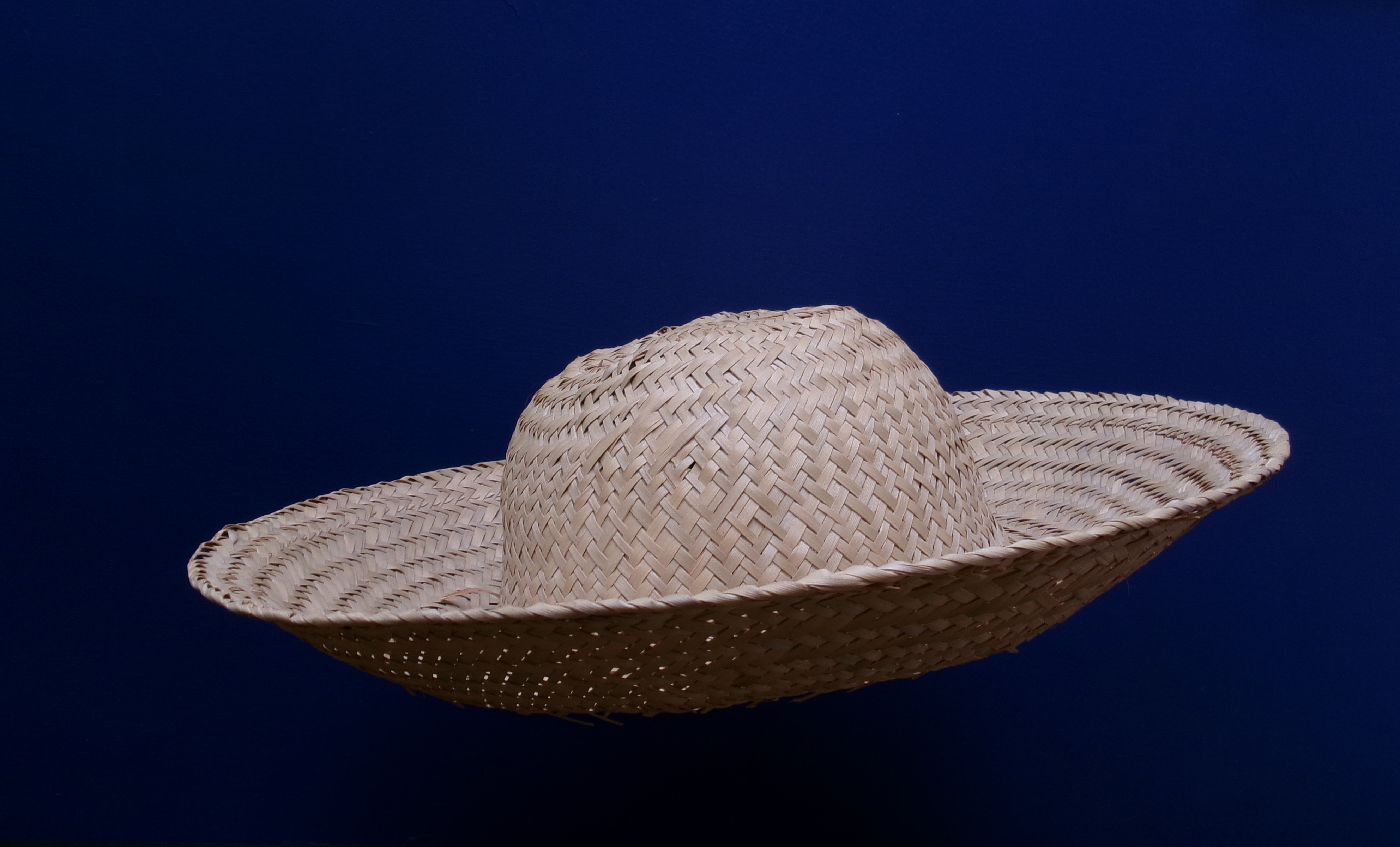
Sombrero de Saó

El sombrero e' saó, es una especie de complemento indispensable en el uniforme de identificación del camba, usado sobre todo en el folklore, aunque, en las zonas rurales de Santa Cruz y en la Amazonía, sigue siendo usado cómo sombrero que protege del sol. 

### Tipoy
El tipoy (de origen guaraní) es considerada cómo parte de la vestimenta de la camba, es tradicional para las mujeres del oriente boliviano.

## Cultura
Se podría decir que la cultura camba tuvo su origen (además del gran aporte español) en los diversos grupos indígenas selváticos o tribus de las tierras bajas que habitan el oriente de Bolivia, de los actuales departamentos de Santa Cruz (Indios Chané, Guarayos, Chiquitanos, Siriono, Ayoreo, Mojeño y de manera predominante los Guaraníes del cual tuvo gran influencia en el habla popular de Santa Cruz (y en la región) palabras como: 'cunumi', 'cuña', 'tapera', 'tacuara' entre otras); en el departamento del Beni qué es el más diverso en culturas indígenas (Moxeño, Ese Ejja, Moseten, Yuracaré, etc.) y el departamento de Pando (Pacahuara, Yaminahua). Además, en la región del norte paceño, debido a la migración de miles de cruceños y benianos (en su mayoría indígenas)  durante el periodo del auge de la goma qué llevaron la forma de hablar formando un conjunto de tradiciones amazónicas, se puede ver la autoidentificación de camba. 
Esta cultura tiene sus mayores expresiones en los aspectos lingüísticos, arquitectónicos, urbanísticos, musicales y, en los últimos años, también en el campo de las artes figurativas y plásticas (por la población mestiza, debido a que los indígenas se adelantaron en esto).
Importantes expresiones oriundas de la cultura camba son los ritmos musicales del taquirari, chovena (guarayada en Santa Cruz), entre otras.
En las artes plásticas importantes ejemplos son los pintores Lorgio Vaca y Herminio Pedraza.
Existe también una literatura camba vernácula, de la cual quizás el más importante representante es Germán Coimbra Sanz y su declamador, el Camba Florencio representado por Antonio Anzoátegui Suárez.
Existe también una gastronomía camba que utiliza ingredientes locales de origen autóctono, como la yuca o mandioca, el maíz, frutas y animales silvestres.
Son innumerables las expresiones lingüísticas, obtenidas también a través de la mezcla con los numerosos idiomas nativos, los aspectos modales, y de comportamiento que hacen de la cultura indígena oriental camba un caso muy peculiar en el panorama de las culturas americanas, a pesar de ser aún poco valorizada, siendo más conocida la cultura del occidente boliviano.

## Idioma
Algunas palabras en el dialecto camba:
| castellano camba | significado                                                           |
| ---------------- | --------------------------------------------------------------------- |
| bocó             | ‘tipo de bolsa de cuero’                                              |
| chompa           | ‘suéter’                                                              |
| cuchuqui         | ‘sucio’                                                               |
| cuñapé           | ‘panecillo hecho de almidón y queso’                                  |
| jachi            | ‘residuo de chicha’                                                   |
| jacuú            | ‘acompañamiento de comidas’                                           |
| jane             | ‘pulpa, esencia’                                                      |
| jasayé           | ‘tipo de cesto’                                                       |
| jatupú           | ‘espuma de jabón’                                                     |
| jichi            | ‘genio en la religión chiquitana tradicional (también: gusano)’       |
| jipurí           | ‘filamento vegetal (como el ubicado en el centro de la yuca)’         |
| jisunú           | ‘huevo que se deja en el nido de una gallina para que ponga sobre él’ |
| jone             | ‘pedazo de ladrillo, adobe’                                           |
| panacú           | ‘tipo de cesto’                                                       |
| paúro            | ‘vertedero de agua potable’                                           |
| pujusó           | ‘el mal olor del moho, sobre todo en la ropa’                         |
| siutu, siuto     | ‘utensilio utilizado para obtener lejía a partir de ceniza’           |
| tacú             | ‘mortero’                                                             |
| tapeque          | ‘provisión de víveres para un viaje’                                  |
| tijera           | ‘palo que sostiene el armazón de la cubierta de un techo’             |
| tipoy            | ‘traje femenino’                                                      |
| tojo             | ‘gemelo (también: especie de pájaro)’                                 |
| trapichi, -che   | ‘utensilio para triturar la caña de azúcar’                           |

### Plantas
| castellano camba        | nombre científico                | castellano venezolano           | portugués                    |
| ----------------------- | -------------------------------- | ------------------------------- | ---------------------------- |
| achachairú              | Garcinia humilia                 | esp. de fruta                   | esp. de fruta                |
| ambaibo                 | Cecropia concolor                | yagrumo                         | embaúba                      |
| aribibi                 | Capsicum frutescens              | esp. de pimentón (ají gusanito) | esp. de pimenta              |
| asotocó                 | Piptadenia robusta               | tiamo, cují                     | esp. de árvore               |
| asucaró ~ az-           | Spondias mombin                  | jobo                            | taperebá, cajá               |
| bi                      | Genipa americana                 | caruto                          | jenipapo                     |
| bibosi                  | Ficus sp.                        | higuerón                        | caxinguba, gameleira         |
| carona                  | Elyonurus muticus                | esp. de hierba                  | capim-carona                 |
| chaaco                  | Curatella americana              | chaparro                        | sambaíba, lixeira            |
| chichapí                | Celtis pubescens                 | esp. de árbol fructífero        | juá-mirim                    |
| chisojo                 | Terminalia argentea              | esp. de árbol                   | capitão-do-campo             |
| chupurujumo             | Tagetes minuta                   | esp. de árbol (chinchilla)      | cravo-de-defunto             |
| cuchi                   | Myracrodruon urundeuva           | esp. de árbol                   | aroeira, urundeúva           |
| curupaú                 | Anadenanthera colubrina          | yopo                            | angico                       |
| cusé                    | Casearia gossypiosperma          | esp. de árbol                   | espeteiro, guaçatonga        |
| cutuqui                 | Petiveria alliacea               | mapurite                        | guiné                        |
| guapá                   | Guadua paniculata                | bambú                           | taquara                      |
| guapomó                 | Salacia elliptica                | esp. de árbol fructífero        | bacupari                     |
| jarajorechi             | Hippeastrum sp.                  | amarilis                        | amarílis                     |
| (j)isotoúbo             | Sapindus saponaria               | paraparo, jaboncillo            | saboeiro                     |
| joco                    | Cucurbita moschata               | auyama                          | abóbora                      |
| jorori                  | Swartzia jorori                  | esp. de planta                  | sangue-de-bugre, justa-conta |
| juno                    | Chloroleucon tenuiflorum         | esp. de árbol                   | barreiro                     |
| macararú                | Caryocar brasiliensis            | pequí (esp. de fruta)           | pequi(zeiro)                 |
| mapajo                  | Ceiba burchellii                 | ceiba                           | paineira                     |
| masiaré                 | Galphimia brasiliensis           | esp. de árbol                   | triális                      |
| motacú                  | Attalea princeps                 | esp. de palmera                 | urucuri                      |
| motojobobo              | Lycianthes asarifolia            | esp. de planta                  | solano-rasteiro              |
| motoyoé                 | Melicoccus lepidopetalus         | mamoncillo                      | esp. de fruta                |
| ochoó                   | Hura crepitans                   | jabillo                         | açacu                        |
| pachío                  | Passiflora cincinnata            | parchita                        | maracujá                     |
| paquió                  | Hymenaea courbaril               | algarrobo                       | jatobá                       |
| parajobobo ~ pajarobobo | Tessaria integrifolia            | sauce playero                   | bobo                         |
| patujú                  | Heliconia rostrata               | esp. de flor                    | bananeira-do-brejo           |
| pequi                   | Pseudobombax sp.                 | esp. de ceiba                   | embiruçu                     |
| sirari                  | Peltogyne sp.                    | esp. de árbol                   | pau-roxo                     |
| soriocó                 | Qualea multiflora, Erythrina sp. | bucare                          | pau-terra-liso, mulungu      |
| sucá                    | Spondias mombin                  | jobo                            | taperebá, cajá               |
| sujo                    | Imperata brasiliensis            | esp. de hierba                  | capim-sapé                   |
| sumuqué                 | Syagrus sancona                  | cucucito zancón                 | jaciarana                    |
| tajibo                  | Tabebuia ochracea                | araguaney                       | ipê-amarelo                  |
| toborochi               | Ceiba speciosa                   | palo borracho (esp. de ceiba)   | paineira-rosa                |
| totaí                   | Acrocomia aculeata               | corozo                          | macaúba                      |
| utobo                   | Luehea paniculata                | esp. de árbol                   | açoita-cavalo                |

### Animales
| castellano camba | nombre científico                 | castellano venezolano           | portugués                 |
| ---------------- | --------------------------------- | ------------------------------- | ------------------------- |
| jichi            | Leyenda de una anaconda gigante   | Vívora                          | minhoca                   |
| peta             | cualquier quelonio                | morrocoy, tortuga               | jabuti                    |
| sama             | cualquier araña                   | araña                           | aranha                    |
| seboro           | cualquier cangrejo                | esp. de pimentón (ají gusanito) | caranguejo                |
| boyé             | Boa constrictor                   | tragavenado                     | jibóia                    |
| capiguara        | Hydrochoerus hydrochaeris         | chigüire                        | capivara                  |
| casabiro         |                                   | esp. de pez                     | esp. de peixe             |
| chuubi           | Rupornis magnirostris             | gavilán habado                  | caxinguba, gameleira      |
| cujuchi          | Ctenomys sp.                      | esp. de roedor                  | tuco-tuco                 |
| cuyabo           | Nyctidromus albicollis            | aguaitacamino                   | bacurau, curiango         |
| guajojó          | Nyctibius sp.                     | nictibio                        | urutau                    |
| japutamo         | Trombicula sp.                    | chivacoa                        | larva de carrapato        |
| jaúsi            | Ameiva ameiva                     | mato                            | calango-verde             |
| (j)obobosí       | Scaptotrigona depilis             | esp. de abeja                   | abelha canudo, mandaguari |
| jochi            | Dasyprocta punctata               | lapa                            | paca                      |
| macono           | Herpetotheres cachinnans          | halcón macagua                  | acauã                     |
| manechi          | Alouatta caraya                   | mono aullador                   | bugio                     |
| masi             | Sciurus ignitus                   | ardilla                         | serelepe, caxinguelê      |
| maúri            | Crotophaga ani                    | garrapatero                     | anu-preto                 |
| paraba           | Anodorhynchus sp., Ara sp.        | guacamaya                       | arara                     |
| parabachi        | Ara severa                        | guacamaya maracaná              | maracanã-guaçu            |
| pasanca          | Eurypelma sp., Acanthoscurria sp. | tarántula                       | caranguejeira             |
| peji             | Euphractus sexcinctus             | esp. de cachicamo               | tatu-peba                 |
| pejichi          | Priodontes maximus                | cuspón                          | tatu-canastra             |
| peni             | Tupinambis teguixin               | mato de agua                    | teiú                      |
| seboí            | Molothrus bonariensis             | tordo                           | chupim                    |
| socori           | Cariama cristata                  | seriema                         | seriema                   |
| tapití           | Sylvilagus brasiliensis           | conejo de monte                 | tapiti                    |
| taracoé          | Aramides cajaneus                 | cotara chiricote                | saracura                  |
| tarechi          | Pionus maximiliani                | loro hablador                   | maitaca-verde             |
| tibibi           | Tringa sp.                        | tigüi-tigüe                     | perna-amarela             |
| tojo             | Psarocolius decumanus             | conoto                          | japu-preto                |
| yoperojobobo     | Bothrops atrox                    | mapanare                        | jararaca                  |